# Berenike (Verlobte Attalos’ III.)
Berenike (altgriechisch Βερενίκη Bereníkē) war eine um die Mitte des 2. Jahrhunderts v. Chr. lebende Verlobte des Königs Attalos III. von Pergamon.
Über die nur vom römischen Geschichtsschreiber Iustinus erwähnte Berenike ist fast nichts bekannt, auch nicht, wer ihre Eltern waren. Aus ihrem Namen wurde die Vermutung abgeleitet, dass sie vielleicht eine ptolemäische Prinzessin war. Diese Theorie stellte zuerst Esther Violet Hansen auf. Sollte die Vermutung zutreffen, hält Chris Bennett am ehesten Ptolemaios VI. für den Vater Berenikes und setzt für diesen Fall ihr aus Iustinus’ Angaben nicht erschließbares Geburtsjahr auf das Ende der 160er Jahre v. Chr. sowie ihre Verlobung mit Attalos III. auf Ende der 150 v. Chr. an.
Berenike starb wohl in jugendlichem Alter, da es anscheinend nicht mehr zu ihrer Verheiratung mit Attalos III. kam. Laut Iustinus soll Attalos III. geglaubt haben, dass sowohl seine Mutter Stratonike als auch seine Braut Berenike keines natürlichen Todes gestorben seien, und deswegen seine von ihm dafür verantwortlich gemachten Freunde und Verwandten ermordet haben. Chris Bennett nimmt als Berenikes Todesdatum die frühen 140er Jahre v. Chr. an, so dass sie etwa ein Jahrzehnt vor Attalos’ Thronbesteigung verschieden wäre.